# Газосигнализатор

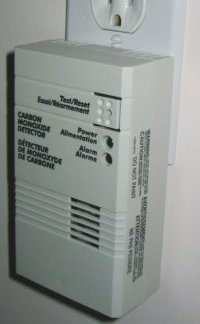
Бытовой сигнализатор угарного газа

Газосигнализатор — сигнализатор для непрерывного или периодического контроля за состоянием воздуха и выдачи сигналов о появлении в нём токсических веществ в газо- и парообразном состоянии. Применяется как носимое или стационарное устройство.  Подает сигнал-предупреждение (световой, звуковой, передачу сигнала во внешние цепи) о том, что значение контролируемого параметра превосходит заданный предел или находится вне заданного интервала значений. Являются одним из типов анализаторов газа, выдают сигналы о качественном составе анализируемого вещества (например, о наличии или отсутствии какого-либо компонента).:264

## Устройство
Состоит из чувствительного элемента, с помощью которого регистрируются опасные вещества, преобразователя (или усилителя), сигнального устройства и источника питания. Может иметь также воздухозаборное устройство, фильтры, сепараторы, концентраторы.

## Пожарный газовый извещатель
Пожарный газовый извещатель — прибор, реагирующий на газы, выделяющиеся при тлении или горении материалов. Большая часть горючих веществ является органическими соединениями. При сгорании этих веществ выделяются углекислый газ и угарный газ. Чувствительный элемент газового извещателя чаще всего представляет собой сенсор, регистрирующий повышение концентрации в атмосфере СО2 и СО.
При тлении в начальной стадии пожара концентрация СО быстро увеличивается до 20…100 мг/м³, но при переходе к пламенному горению — падает. После появления пламени растет концентрация углекислого газа (СО2) до уровня более 5000 мг/м³, что соответствует сгоранию 40…50 граммов древесины или бумаги в закрытом помещении объёмом 60 м³ или 10 выкуренным сигаретам. Однако, такой уровень СО2 может быть достигнут и без возгорания — в результате присутствия в помещении двух человек в течение 1 часа. Вместе с СО при тлении всех органических материалов выделяется водород, который отсутствует в обычных условиях в атмосфере. Несмотря на небольшие концентрации (до 10 мг/м³), водород легко детектировать при наличии высокочувствительных и селективных датчиков водорода, например на полупроводниковых сенсорах.
На начальном этапе пожара, когда тлеет ещё небольшое количество материала, концентрация «пожарных газов» мала и они распределяются в объёме помещения за счет диффузии. Для газовых извещателей, срабатывающих на этой стадии пожара, требование к порогу чувствительности сенсоров — от 0,0001 % для СО и 0,00001 % для Н2.